# Petar Metličić
Petar Metličić (n. 25 decembrie 1976, Split, RSF Iugoslavia) este un handbalist ce a reprezentat Croația, medaliat olimpic. A participat la 2 ediții ale Jocurilor Olimpice (2004, 2008) în care a câștigat o medalie de aur.